# Steriphopus crassipalpis
Steriphopus crassipalpis är en spindelart som beskrevs av Tamerlan Thorell 1895. Steriphopus crassipalpis ingår i släktet Steriphopus och familjen Palpimanidae.
Artens utbredningsområde är Myanmar. Inga underarter finns listade i Catalogue of Life.